# Paratanytarsus tolucensis
Paratanytarsus tolucensis är en tvåvingeart som beskrevs av Reiss 1972. Paratanytarsus tolucensis ingår i släktet Paratanytarsus och familjen fjädermyggor. Inga underarter finns listade i Catalogue of Life.